# 亞當·佐治
阿达姆·哲尔吉（匈牙利語：Ádám György，1982年1月28日—）是匈牙利鋼琴家。

## 经历
他從四歲開始彈琴。在Katalin Halmagyi老師的指導下，年僅12歲的亞當在1994年進入了音樂學校Bela Bartok Conservatory of Budapest。亞當不但在1998年贏得全國青年鋼琴比賽，也是2000年匈牙利鋼琴家獎的首選。2000年到2006年之間亞當在匈牙利首都布達佩斯的李斯特音乐学院就學。他在學院的老師包括György Nador和Balázs Reti。他目前正在母校弗朗茨·李斯特音樂學院休博士，也正在擔任Adam György Castle Academy（亞當·佐治音樂城堡夏令營）的總裁。在他首創的城堡夏令營裡，亞當親自為被錄取的學生教導鋼琴。在2012年6月8日，亞當在波蘭的華沙市為UEFA Euro 2012（2012年歐洲足球錦標賽）開幕典禮演奏鋼琴。在2023年6月10日伊斯坦布尔阿塔图克奥林匹克体育场举行的2023年欧洲冠军联赛决赛，他在赛前演奏了欧冠主题曲。

## 專輯
- Ádám György, Concert in Budapest (2005)
- Ádám György, Plays the Piano (2006)
- Ádám György, Plays Bach and Mozart (2008)
- Ádám György, Live in Budapest (DVD HD) (2008)
- Ádám György, Live in Budapest, BLU-RAY  (2009) .   [2011-02-20]. （原始内容存档于2010-11-23）.